# Вулиця Зоряна (Черкаси)
Вулиця Зо́ряна — одна з вулиць у місті Черкаси. Знаходиться у мікрорайоні Дахнівка.

## Розташування
Вулиця починається від вулиці 2-го Українського фронту і простягається на південний захід, закінчуючись тупиком.

## Опис
Вулиця коротка, вузька та неасфальтована, забудована приватними будинками.

## Історія
Вулиця була створена однією з останніх і має нейтральну назву.